# 기산초등학교 월기분교
기산초등학교 월기분교는 대한민국 충청남도 서천군 기산면 월기리 282에 있었던 공립 초등학교이다.

## 학교 연혁
- 1938.03.31 기산공립심상소학교 부설 간이학교
- 1944.04.01 기산국민학교 월기분교장
- 1958.04.01 월기국민학교 설립인가
- 1958.04.06 개교
- 1993.03.01 기산국민학교 월기분교장 격하
- 1996.03.01 기산초등학교 월기분교로 개칭
- 1999.09.01 기산초등학교로 통폐합